# Епархия Гейты
Епархия Гейты (лат. Dioecesis Geitaensis) — епархия Римско-Католической церкви с центром в городе Гейта, Танзания. Епархия Гейты входит в митрополию Мванзы.

## История
8 ноября 1984 года Святой Престол учредил епархию Гейты, выделив её из епархии Мванзы (сегодня — Архиепархия Мванзы).
Первоначально епархия Гейты являлась суффраганной по отношению к архиепархии Таборы.
18 ноября 1987 года епархия Гейты вошла в состав церковной провинции Мванзы.

## Ординарии епархии
- епископ Aloysius Balina (1984 — 1997);
- епископ Damian Dalu (2000 — по настоящее время).